# Capplethwaite Beck
Der Capplethwaite Beck ist ein Wasserlauf in Cumbria, England. Er entsteht nördlich des Lily Mere und fließt in südlicher Richtung, bis er sich beim Erreichen der A 684 road bei der Mündung des Priestfield Beck nach Osten wendet, um dann in den River Lune zu münden.